# Yasuhiro Nagahashi
Yasuhiro Nagahashi (長橋 康弘?, Nagahashi Yasuhiro; Prefettura di Shizuoka, 2 agosto 1975) è un allenatore di calcio ed ex calciatore giapponese, di ruolo centrocampista.